# 857

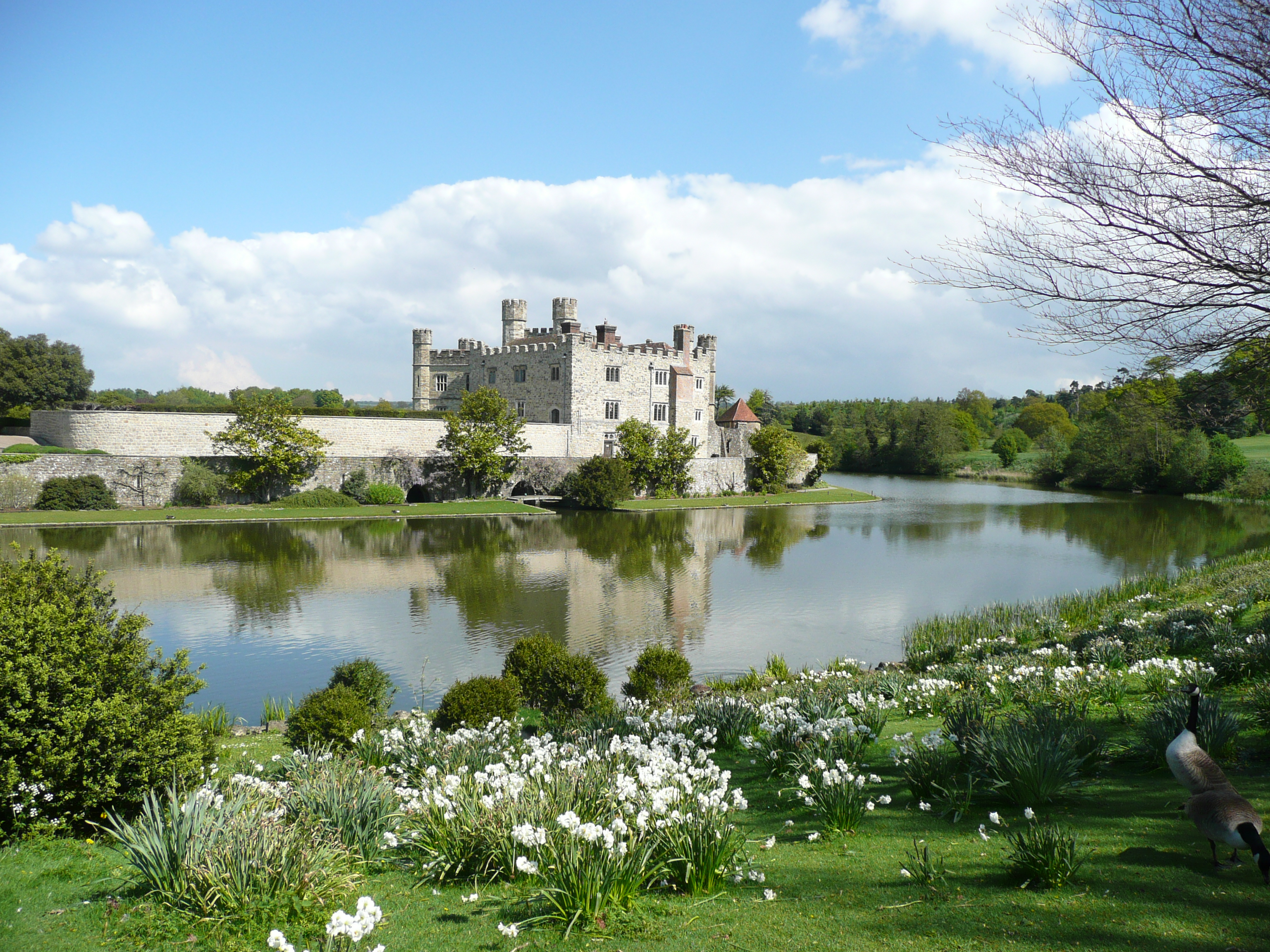
Leeds Castle in Kent (Engeland)

Het jaar 857 is het 57e jaar in de 9e eeuw volgens de christelijke jaartelling.

## Gebeurtenissen

### Europa
- Vikingen vanuit Denemarken plunderen de steden Dorestad en Utrecht. Bisschop Hunger en de rest van de Utrechtse geestelijkheid weten ternauwernood te ontkomen. Na enkele omzwervingen bereiken ze Deventer en vestigen aldaar een nieuwe bisschopszetel.
- Viking-hoofdman Rorik verovert het Deense gebied ten noorden van de rivier de Eider tot de Schlei bij Hedeby. Hij moet vanwege rivaliserende Viking-aanvallen in Friesland terugkeren.
- 12 november - Koning Erispoë van Bretagne wordt in Talensac door zijn tegenstanders in een nabijgelegen kerk vermoord.
- Winter - Koning Lotharius II verstoot zijn vrouw Theutberga en gaat ongehuwd samenwonen met Waldrada.

### Brittannië
- Ethelbert, onderkoning van Kent, laat in de omgeving van Maidstone de Angelsaksische waterburcht Esledes (huidige Leeds Castle) bouwen.

## Overleden
- 12 november - Erispoë, koning van Bretagne
- Ziryâb, Arabisch poëet en wetenschapper